# NGC 4482
NGC 4482 = IC 3427 ist eine elliptische Galaxie vom Hubble-Typ E4 im Sternbild Jungfrau an der Ekliptik. Sie ist schätzungsweise 79 Millionen Lichtjahre von der Milchstraße entfernt und hat einen Durchmesser von etwa 45.000 Lichtjahren. Die Entfernungsmessungen basierend auf den Radialgeschwindigkeiten stimmen nicht mit den rotverschiebungsunabhängigen Entfernungsschätzungen von 59 ± 7 Millionen Lichtjahren überein.
Die Galaxie ist unter der Katalognummer VCC 1261 als Mitglied des Virgo-Galaxienhaufens gelistet.

Im selben Himmelsareal befinden sich u. a. die Galaxien NGC 4503, IC 3425, IC 3437, IC 3447.
Das Objekt wurde am 15. März 1784 vom deutsch-britischen Astronomen Wilhelm Herschel entdeckt.